# Literatura popularna

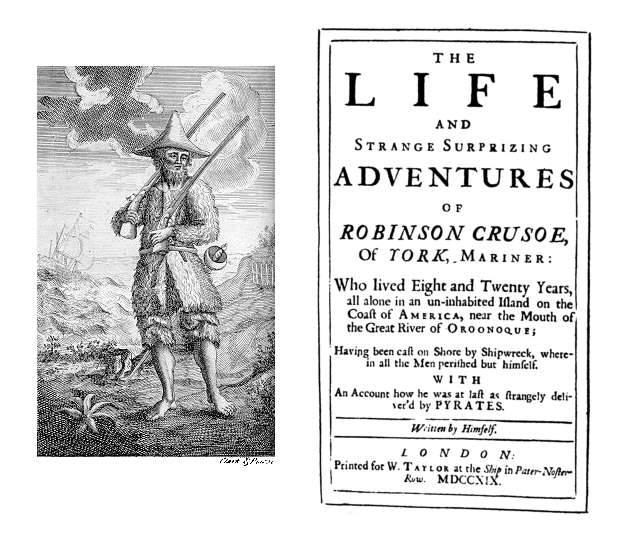
Robert Louis Stevenson, Przypadki Robinsona Crusoe – karta tytułowa wyd. z 1719

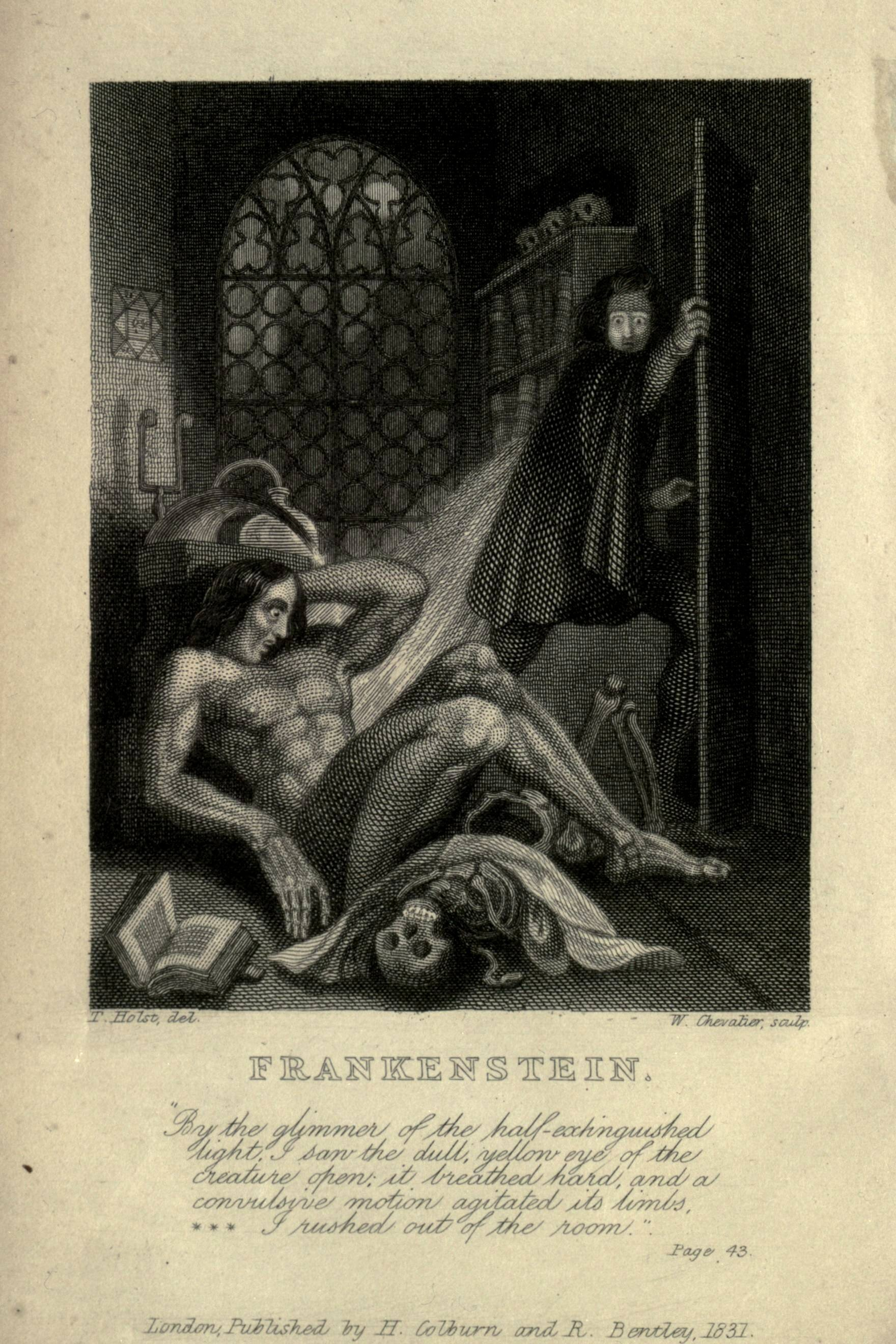
Ilustr. do Frankensteina Mary Shelley (1831)

Literatura popularna (ang. popular literature, fr. littérature populaire, niem. Trivialliteratur) – dziedzina twórczości literackiej obejmująca utwory adresowane do jak najszerszego kręgu odbiorców, odznaczająca się prostym językiem oraz uproszczonymi schematami fabularnymi, dostarczająca rozrywki i silnych przeżyć emocjonalnych.
Nazwa „literatura popularna” jako neutralna aksjologicznie zastępuje dawne określenia, takie jak literatura brukowa, trywialna, tandetna, jarmarczna, straganowa, wagonowa itp.

## Odmiany gatunkowe
- ballada dziadowska i podwórkowa
- dreszczowiec (thriller)
- fantasy
- farsa, wodewil, melodramat
- horror
- humorystyka (dowcipy i anegdoty)
- kryminał
- pieśń biesiadna, łowiecka, żołnierska
- powieść fantastycznonaukowa
- powieść przygodowa
- powieść szpiegowska
- romans
- western
- teksty nieliterackie (senniki, poradniki towarzyskie, przepowiednie, graffiti itp.)

## Cechy charakterystyczne
- polaryzacja świata przedstawionego na dobry i zły
- schematyzacja i stereotypizacja motywów

## Wybrane dzieła literatury popularnej
- „Chata wuja Toma” (1852) – Harriet Beecher Stowe
- „Chłopczyca” (1922) – Victor Margueritte
- „Cienka czerwona linia” (1962) – James Jones
- „Dama kameliowa” (1848) – Alexander Dumas (syn)
- „Diuna” (1965) – Frank Herbert
- „Doktor Jekyll i pan Hyde” (1886) – Robert Louis Stevenson
- „Drakula” (1897) – Bram Stoker
- „Działa Nawarony” (1957) – Alistair MacLean
- „Dziennik panny służącej” (1900) – Octave Mirbeau
- „Dzień Szakala” (1971) – Frederick Forsyth
- „Dzikuska” (1927) – Irena Zarzycka
- „Egzorcysta” (1970) – William Peter Blatty
- „Emmanuelle” (1959) – Emmanuelle Arsan
- „Frankenstein” (1818) – Mary Shelley
- „Golem” (1915) – Gustaw Meyrink
- „Hobbit, czyli tam i z powrotem” (1937) – John Ronald Reuel Tolkien
- „Hrabia Monte Christo (1845) – Alexandre Dumas (ojciec)
- „Izabela królowa Hiszpanii (ok. 1869) – Georg Fuelborn
- „Jeździec znikąd” (1949) – Jack Schaefer
- „Kariera Nikodema Dyzmy” (1932) – Tadeusz Dołęga-Mostowicz
- „Kobieta w bieli” (1860) – Wilkie Collins
- „Kochanek Wielkiej Niedźwiedzicy” (1937) – Sergiusz Piasecki
- „Milczenie owiec” (1988) – Thomas Harris
- „Mnich” (1796) – Matthew Gregory Lewis
- „Ojciec chrzestny” (1969) – Mario Puzo
- „Porwany za młodu” (1886) – Robert Louis Stevenson
- „Przypadki Robinsona Crusoe” (1719) – Daniel Defoe
- „Psy wojny” (1974) – Frederick Forsyth
- „Rinaldo Rinaldini, sławny bandyta włoski” (1798) – Christian August Vulpius
- „Tajemnice Paryża” (1842–1843) – Eugene Sue
- „Tarzan wśród małp” (1914) – Edgar Rice Burroughs
- „Trędowata” (1909) – Helena Mniszkówna
- „Trzej muszkieterowie (1844) – Alexandre Dumas (ojciec)
- „Wehikuł czasu” (1895) – Herbert George  Wells
- „Winnetou” (1893) – Karol May
- „Władca Pierścieni” (1954–1955) – John Ronald Reuel Tolkien
- „Wyspa skarbów” (1883) – Robert Louis Stevenson
- „Zamczysko w Otranto” (1764) – Horace Walpole
- „Znachor” (1936) – Tadeusz Dołęga-Mostowicz
- „Żyd wieczny tułacz” (1844–1845) – Eugene Sue